# Aspidogyne argentea
Aspidogyne argentea là một loài thực vật có hoa trong họ Lan. Loài này được (Vell.) Garay mô tả khoa học đầu tiên năm 1977.